# Orodictya monticola
Orodictya monticola är en insektsart som beskrevs av George Willis Kirkaldy 1913. Orodictya monticola ingår i släktet Orodictya och familjen Dictyopharidae. Inga underarter finns listade i Catalogue of Life.